# ヤマハ・YZF-R

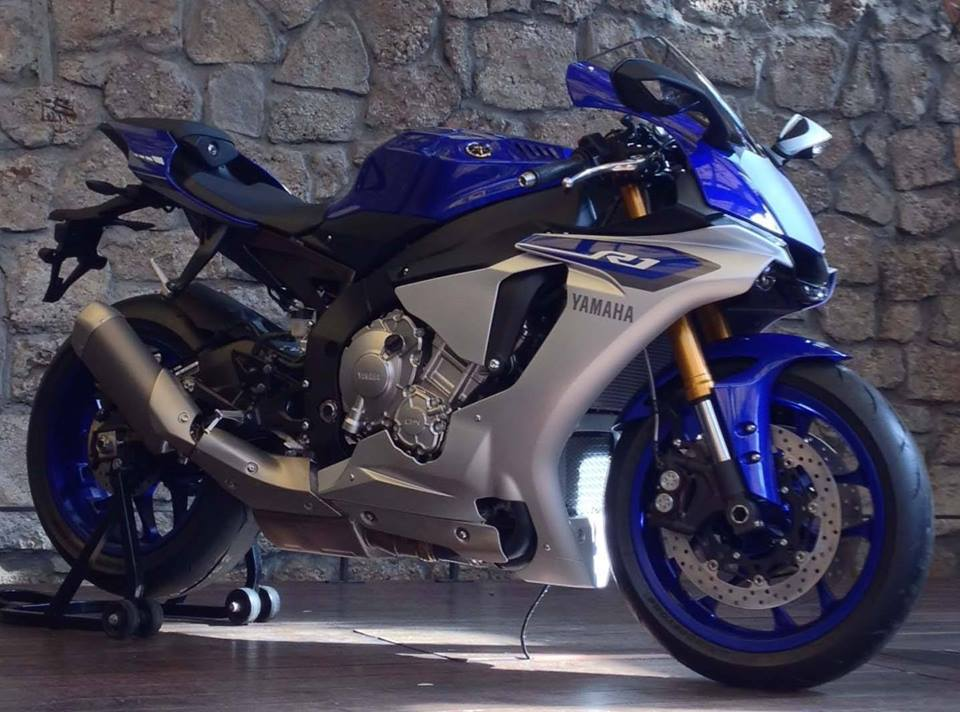
YZF-R1

YZF-R（ワイゼットエフ‐アール）は、ヤマハ発動機が日本国内外で製造販売するオートバイの車種のシリーズ名である。
Rシリーズとも呼ばれ、ヤマハ発動機のスーパースポーツもしくはメガスポーツタイプのオートバイである。フラッグシップモデルの「YZF-R1」を筆頭に、ロードレース世界選手権(MotoGP)やスーパーバイク世界選手権(SBK)で培ったレーシング技術を投入するモデルである。
YZF-Rシリーズのバイクの名称の「YZF-Rxx」のxx部は、排気量を表している。

## 現行車種
| 画像            | 車種名          | 排気量        | エンジン                             | 発売年        | 製造国              | 開発コンセプト                     | 関連車種                              |
| 751cc～1000cc   | 751cc～1000cc   | 751cc～1000cc | 751cc～1000cc                        | 751cc～1000cc | 751cc～1000cc       | 751cc～1000cc                      | 751cc～1000cc                         |
| --------------- | --------------- | ------------- | ------------------------------------ | ------------- | ------------------- | ---------------------------------- | ------------------------------------- |
|                 | YZF-R1M /YZF-R1 | 997cc         | 4ストローク 水冷DOHC4バルブ直列4気筒 | 1998年        | 日本                | High tech armed pure sport         | MT-10（派生車種） FZ1（姉妹車種）     |
|                 | YZF-R9          | 890cc         | 4ストローク 水冷DOHC4バルブ直列3気筒 | 2025年        | 日本                | Re-DNAed Supersport                | MT-09（派生車種） XSR900（派生車種）  |
| 401～750cc      |                 |               |                                      |               |                     |                                    |                                       |
|                 | YZF-R7          | 688cc         | 4ストローク 水冷DOHC4バルブ直列2気筒 | 1999年        | 日本                | 「かっこよくて、ちょうどいい」     | MT-07（派生車種） XSR700（派生車種）  |
| 400ccクラス以下 |                 |               |                                      |               |                     |                                    |                                       |
|                 | YZF-R3          | 320cc         | 4ストローク 水冷DOHC4バルブ直列2気筒 | 2015年        | インドネシア        | Ride the“R”Anytime                 | MT-3（派生車種）                      |
|                 | YZF-R25         | 249cc         | 4ストローク 水冷DOHC4バルブ直列2気筒 | 2015年        | インドネシア        | 「毎日乗れるスーパースポーツ」     | MT-25（派生車種）                     |
|                 | YZF-R15         | 155cc         | 4ストローク 水冷OHC4バルブ単気筒     | 2018年        | インド インドネシア |                                    | MT-15（派生車種） XSR155（派生車種）  |
|                 | YZF-R125        | 124cc         | 4ストローク 水冷SOHC4バルブ単気筒    | 2008年        | フランス            | 「いつもが、いつもじゃなくなった」 | MT-125（派生車種） XSR125（派生車種） |

## 生産終了車種
| 画像 | 車種名 | 排気量 | エンジン                             | 発売年        | 製造国 | 関連車種 | 備考           |
| ---- | ------ | ------ | ------------------------------------ | ------------- | ------ | -------- | -------------- |
|      | YZF-R6 | 599cc  | 4ストローク 水冷DOHC4バルブ直列4気筒 | 1999年-2024年 | 日本   |          | YZF-R9に継承。 |

## 関連車種

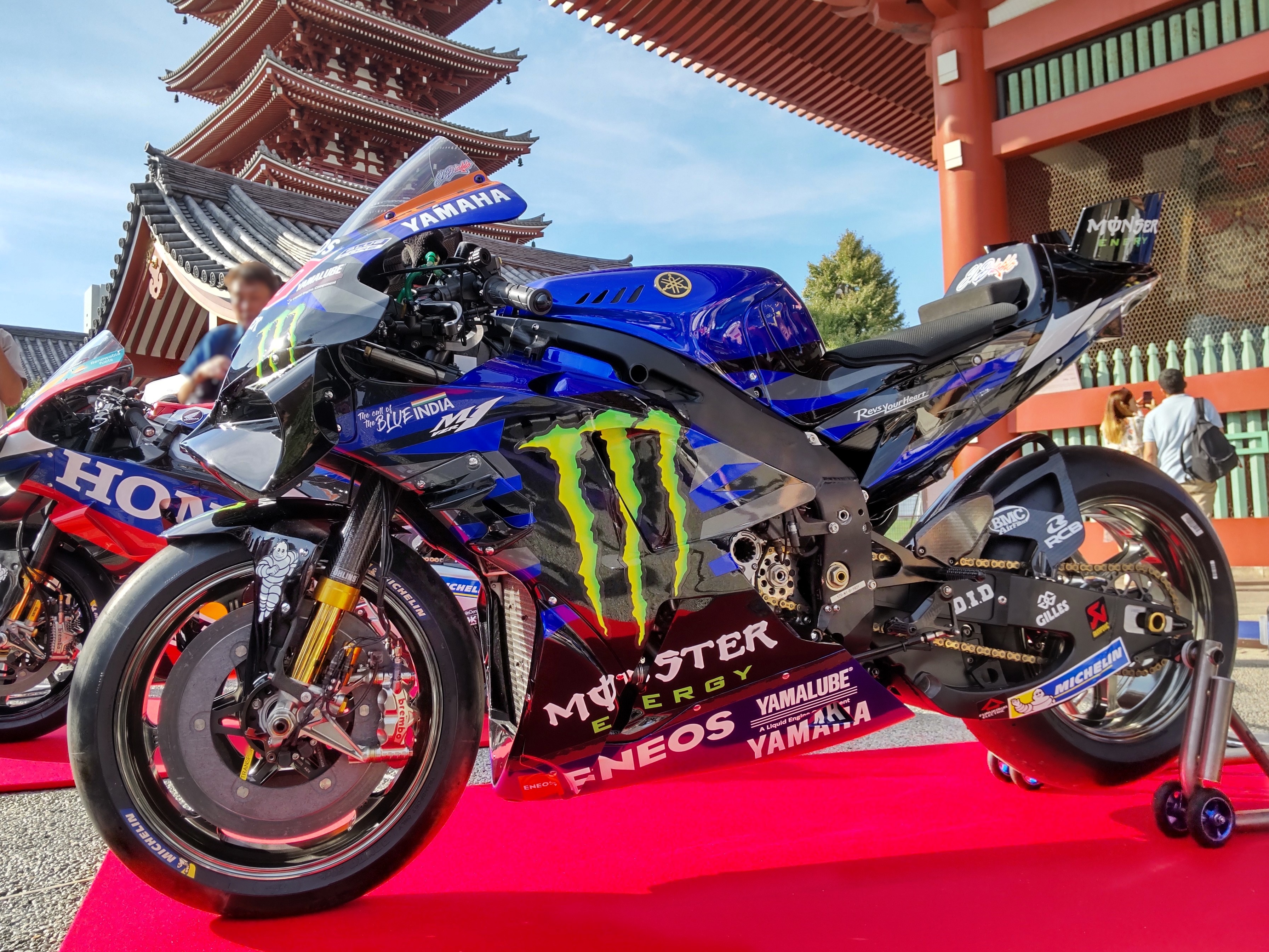
ヤマハ・YZR-M1

- ヤマハ・YZR-M1（2002年-、1000cc） - ロードレース世界選手権MotoGPクラスに参戦するために開発された競技用車両。MotoGPではライダーズチャンピオンを8回獲得、直列4気筒エンジンを搭載する唯一のマシンである。
過去には、バレンティーノ・ロッシやホルヘ・ロレンソらと共にチームズタイトルを獲得している。
M1のMとは、英単語のMissionの頭文字であり、「開発技術を市販車開発へ」と「MotoGPのチャンピオンマシン」という二つの使命を表している。